# Peter August Friedrich von Manteuffel
Peter August Friedrich von Manteuffel (Reval, ma: Tallinn, Észtország, 1768. január 30. - Meks, ma: Ravila, Észtország, 1842. május 8.) balti német nemes, író, munkáit észt nyelven alkotta.

## Élete
Apja, Karl Reinhold Manteuffel gróf (1721-1779) az orosz cári hadsereg alezredese volt. Nagyapja, Gotthard Johann Zoege von Manteuffel (elhunyt: 1763) Észtország helyettes kormányzója volt. Anyja, (elhunyt: 1772) az Uexküll nemesi családból származott. A családnak Észtország- és Livónia-szerte jelentős birtokai voltak. Peter von Manteuffelnek egy fiatalabb és egy idősebb lánytestvére volt, apját négy, anyját tizenegy évesen veszítette el. 1787 nyarán megkezdte a kor fiatal nemesei számára szinte kötelező európai körútját. Társa, egyben oktatója Otto Wilhelm Masing volt, aki egy évvel korábban fejezte be teológiai tanulmányait a Hallei Egyetemen. Manteuffel hosszabb időt töltött Németországban, ahol a Lipcsei Egyetem előadásait látogatta. Meglátogatta Rómát is. Bécsben ismerkedett meg egy evangélikus lelkész lányával, Johanna Dresslerrel (született: 1776), aki a türingiai Großbreitenbachból származott. Johanna elkísérte Manteuffelt Észtországba, ám mivel házasságkötésük a köztük levő státuszkülönbségek miatt szóba sem jöhetett, házvezetőnő lett a meksi Manteuffels-birtokon. 1794 és 1798 közti szerelmükből három lány született, akik a Zweig vezetéknevet kapták, majd házasságuk révén nemesi címhez jutottak. A legfiatalabb lány, Amalie Otto von Kotzebue balti német elöljáró, August von Kotzebue író fia felesége lett. Johanna szülei szintén Meksbe költöztek. Johanna halála után Manteuffel 1816 októberében feleségül vette Helene Louise Elisabeth von Uexküll-Güldenband bárónőt (1788-1849). A házasságból két fiú és két lány született. Az egyik lány, Elisabeth Wilhelmine (1818-1902) szintén August von Kotzebue egyik fiához, Paul Demetrius Kotzebue (1801-1884) főhadnagyhoz ment feleségül.

## Irodalmi munkássága
Manteuffel ismert volt az észt parasztság iránti rokonszenvéről. Fiatalabb éveiben észt nyelvű verseket írt, amelyeket Üks Ennemuiste lugu ühhe Warga peäle  című kötetében publikált. Versei java része azonban elveszett. Költeményeit gyakran nőkhöz írta, például bizonyos Liisu-hoz vagy Tiiu-hoz. Csak feltételezni lehet, hogy bizonyos falusi leányokat takarnak e nevek. E költemények mellett Peter von Manteuffel szerzősége vélelmezhető néhány névtelenül fennmaradt észt vers, illetve prózai munka mögött. 1838-ban adta ki Aiawite peergo walguse című ismeretterjesztő gyűjteményét az észt vidéki lakosság életéről és szokásairól.  Az észt nyelvű könyv rövid, prózai írásokat tartalmaz, elsősorban falusi történeteket. E történetek népszerű verseket is tartalmaznak, amelyeket akkoriban feltehetőleg szóban örökítettek át. Manteuffel szabad ötleteket használt fel munkáiban, ezek java részét korabeli kalendáriumokból és egyéb kisprózákból kölcsönzte. A vidéki élet színes ábrázolása, a sok humor, az intrikák és szerelmi történetek leírása népszerűvé tették a munkát az észt vidéki lakosság körében. A munka egy évvel később újra megjelent. Wilhelm Scott orientalista 1854-ben a munka kivonatát németre fordította. Két évvel később jelent meg Elias Lönnrot finn nyelvű fordítása. 1839-ben Tallinnban jelent meg Manteuffel Willem Nawi ello-pävad című prózai műve. A kevésbé sikeres könyv az alkoholtartalmú italoktól való absztinenciát hirdeti, amit a szerző előszavában is megemlít. A munka a vidéki lakosság körében elterjedt alkoholizmus problémájával foglalkozott, tartalmát Heinrich Zschokke 1837-ben Aarauban megjelent Die Brandtweinpest című művéből kölcsönözte.
Peter von Manteuffel észt parasztság és nyelvük iránti népies vonzalma furcsa volt a balti németek körében. Soha nem vették fel az Észt Tudományos Társaságba. Szárnyas és pedálos repülő gépek konstruálásával is foglalkozott (sikertelenül), emiatt kortársai "az őrült grófnak" nevezték.

## Fordítás
- Ez a szócikk részben vagy egészben  a   Peter August Friedrich von Manteuffel című német Wikipédia-szócikk ezen változatának fordításán alapul.  Az eredeti cikk szerkesztőit annak laptörténete sorolja fel. Ez a jelzés csupán a megfogalmazás eredetét és a szerzői jogokat jelzi, nem szolgál a cikkben szereplő információk forrásmegjelöléseként.